# 皇帶魚
皇带魚（學名：Regalecus glesne），又称龍宮使者、鯡魚王、海魔王、地震魚、白魚龍等，為輻鰭魚綱月魚目皇帶魚科的其中一種。

## 特徵

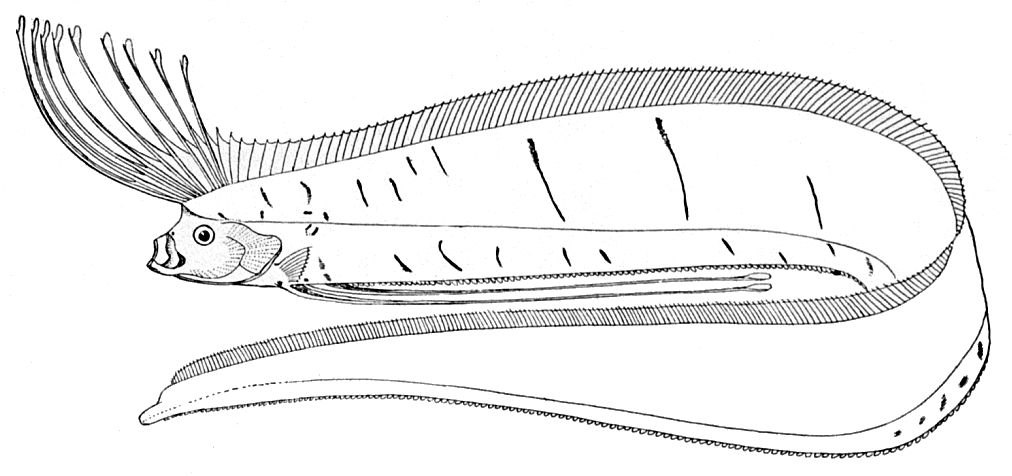
1895年的皇带鱼素描图

皇帶魚身體側邊扁平，為銀白色，各魚鰭為鮮紅色；呈現長條狀魚口朝上方且能向前伸出，沒有鱗片，背鰭長；特徵是魚頭有6根絲狀的鰭條，腹部鰭也有成絲狀的鰭條。

## 習性与分布
皇帶魚通常生活在200至500公尺的海域，屬於肉食性生物，以小型魚類作為主食。
皇帶魚通常分佈在深海、印度洋及太平洋，北緯72度至南緯52度亞熱帶深海裡，由於捕獲數量稀少，科學家對其習性所知甚少。已知皇帶魚生活在深海的中、上層，過去以為牠的游泳方式為波浪式的蛇行運動，但根據後來在墨西哥附近海域捕捉到的海底畫面顯示，皇帶魚全身挺直，不做任何彎曲動作，完全依靠背鰭作波浪狀運動推進。

## 關於皇帶魚的傳說
關於皇帶魚的傳說很多，許多人認為古代航海者相傳的大海蛇就是來自皇帶魚。
歐洲漁民稱它為「海魔王」。因它常伴隨鯡魚游動，被認為是鯡魚的保護者，因而有「鯡魚王」之稱。
由於它的背鰭的絲狀鰭條，有時形成雞冠狀，並可隨時垂舉，故日本漁民則稱之為龍宮使者（リュウグウノツカイ、竜宮の使い）。
歷史上有關捕獲皇帶魚的記載甚少，坊間更流傳著生活在深海水域的皇帶魚除非因為地質出現大變動，例如發生地震，否則很少有游到淺水的海域，改變棲息環境，因此被捕獲的機會極微，亦因為這樣的生活特性，才會被稱為「地震魚」，相傳皇帶魚會因地震而受驚游至淺水避難，所以牠的出現即預示了會有大地震的發生。
但位于日本的大學學者与團隊于相当于2019年發表研究結果，顯示皇帶魚的出現與地震發生並無明顯關聯。

## 捕獲紀錄

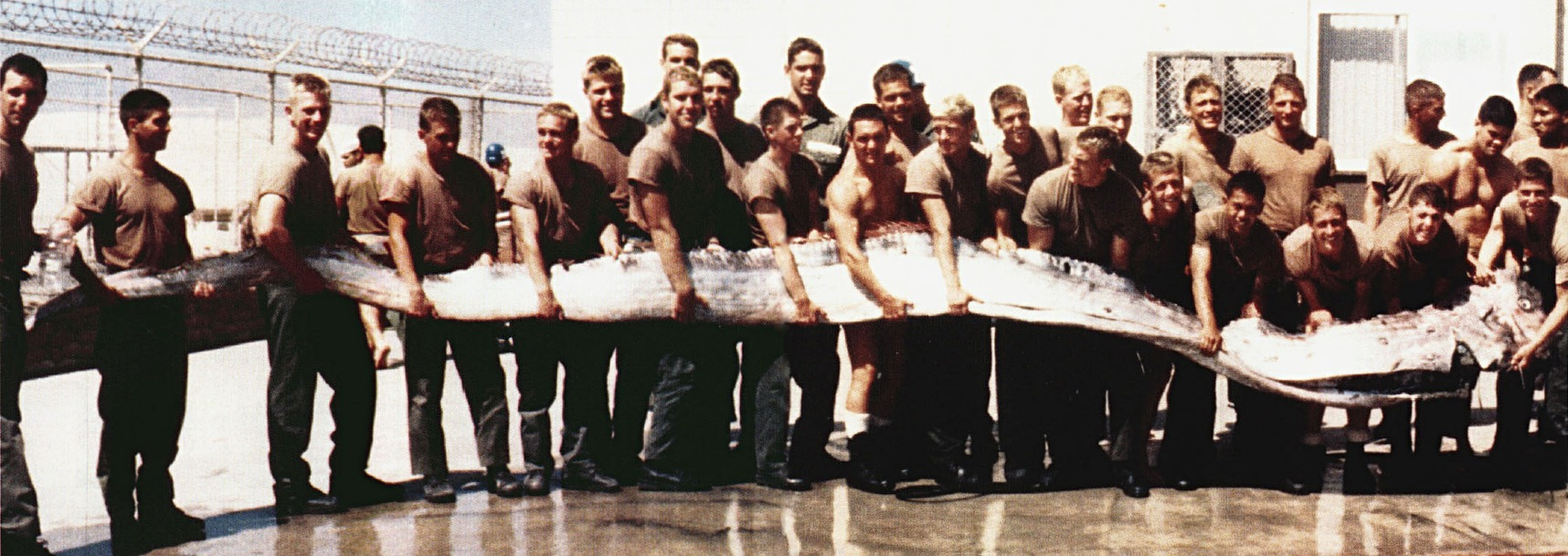
1996年在美國加州捕獲的皇带鱼，長7.0公尺。

東南亞更流傳食用皇带鱼的人會死於非命。而被捕獲的記錄亦不多。
- 2000年9月28日，投放於臺灣花蓮崇德的定置網中，捕獲一尾體長5.7公尺，體重達35公斤之皇帶魚（目前已展示於中央研究院動物所地下一樓展示廳）。
- 2001年，首次在香港水域附近，湛江以東誤捕一條皇带鱼。
- 2010年5月，一條長3公尺的死亡個體在瑞典離岸被發現，而在此前最後一次瑞典水域的記錄是在1879年。
- 2011年4月，臺灣苗栗漁民於竹南近海處捕獲1條長約3.5公尺的皇带鱼。
- 2011年9月底，臺灣臺東成功鎮漁民在三仙台附近海域捕獲一尾長達四百六十三公分，重量約有八十公斤的皇带鱼，巧合的是花蓮县于当月22日發生里氏規模5.2的有感地震。
- 2012年6月，臺灣花蓮太魯閣及合歡山地區都能感受到4級震度，震央就位在花蓮近海；2012年6月15日清晨，一名釣客在花蓮縣立霧溪出海口海灘上，發現1尾身長約6米的皇带鱼。
- 2012年11月13日，臺灣苗栗縣竹南鎮龍鳳漁港漁民在晚間於竹南、新竹交界外海處，捕獲一尾（體長達4.8公尺，體重32台斤<19.2公斤>）。[9]
- 2013年5月31日 臺灣臺東太麻里海邊，出現一隻地震魚，被民眾拾獲。原本民眾要到海邊釣魚，卻發現一隻長達410公分的地震魚被沖上海岸，一開始還先把地震魚推回海裡，沒想到又被海浪打上岸，最後只好帶回家。巧合的是南投於6月2日發生里氏規模6.3的強烈地震。
- 2013年10月13日，一名游泳教练在美国南加州卡塔利那岛附近潜水时，发现一条长达18英尺（约5.49公尺）的自然死亡的皇带鱼尸体。
- 2013年10月18日，長近14英尺的皇帶魚被沖刷上岸，這一週兩次出現在美國南加州海灘是極罕見的情況。
- 2013年10月28日，臺灣臺東海濱公園附近海灘釣上1尾長5米的皇帶魚[10]，10月31日20時02分在臺灣的花蓮縣發生規模6.3地震[11]。
- 2015年5月28日，馬來西亞熱浪島pulau-redang海灘上發現一條3米長奄奄一息的皇帶魚可能被海浪打上岸邊。當地時間6月5日07時15分，馬來西亞沙巴州發生6.0級地震。[12]
- 2015年6月4日，美國洛杉磯一個離島岸邊周一發現一條罕見巨型皇帶魚（oarfish）屍體，身長4.3米至5.2米（14至17呎）。住在聖卡塔利娜島（Catalina Island）的環保意識推廣機構行政總裁麥考利（Annie MacAulay），帶孩子去參加皮艇遊時，在一個岸灘發現那條皇帶魚屍體。麥考利表示，住在島上20年。從未見過皇帶魚。她說，當了海洋科學教育工作者25年，能親睹甚至觸摸世界上最長的硬骨魚，真是難忘。當局未確定那條皇帶魚的死因。
- 2015年7月28日，臺灣苗栗縣竹南海域出現1隻長達2公尺以上的皇帶魚，但被發現時已被海浪沖上沙灘，暴斃多時。[13]
- 2015年8月17日，在美國加利福尼亞州洛杉磯市聖卡塔琳娜島海灘發現一條巨型皇帶魚，其尾部缺失，被發現的部分長度約4.65米（15.5呎），據估算其存活時長度約為7.2米（24呎），重量可達67—90公斤（150—200磅）。[14]
- 2016年4月17日晚間，臺灣臺東有釣客在太麻里美和海邊，釣到一條3公尺長的地震魚；18日上午7時12分，海端鄉就發生規模4.2地震，當地最大震度4級。
- 2016年4月19日，臺灣臺南縣清晨發生規模4.3地震，花蓮縣新城鄉康樂村海邊捕獲一尾皇帶魚（目測超出3公尺）。[15]
- 2016年4月27日深夜至28日上午，臺灣東部地區發生26次有感和小區域地震，臺東縣太麻里鄉三和海邊定置漁網於28日傍晚捕獲兩尾皇帶魚。[16]
- 2017年7月9日，中國福建省漳州市漳浦縣六鰲鎮的海灘出現一條皇帶魚，其後死去。[17]
- 2018年2月19日傍晚，臺灣宜蘭南方澳有漁船捕獲一條重達12.1公斤的皇帶魚；當晚10時47分，宜蘭縣大同鄉發生規模5.3地震。[18]
- 2018年6月2日晚，香港大埔三門仔漁民捕獲一條皇帶魚, 其後由漁農自然護理署收走。[19]
- 2018年6月16日，日本民眾捕獲2米長地震魚。[20]
- 2018年6月30日，臺灣漁民於2天內在臺東的大武外海捕獲了15條地震魚[21]；兩天後7月2日下午3時26分於嘉義發生了規模4.6的地震[22]。
- 2020年5月，香港南丫島模達灣有網民發現一條已變白的皇帶魚屍體。[23]
- 2020年11月6日上午9時40分許，台灣台東縣發生芮氏規模5.4地震，宜蘭一定置魚場於同日游進一尾長490公分重45公斤之皇帶魚。[24]

## 流行文化
在东方Project系列游戏东方绯想天中出场的人物永江衣玖在设定中是皇带鱼的妖怪。在游戏中，她以龙宫使者的身份向幻想乡通知地震将来的消息。